# Společnost Zlatá Praha

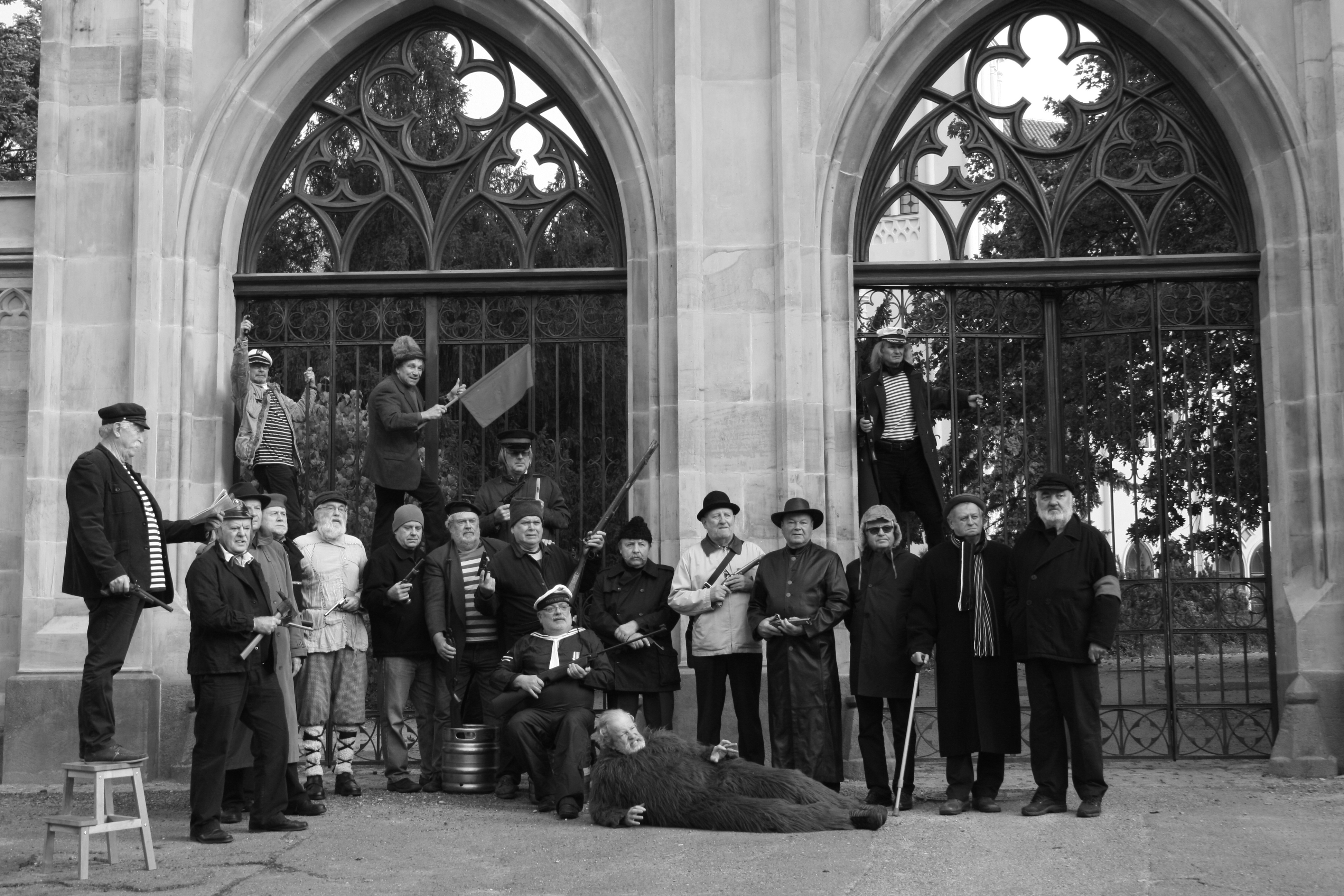
Tradiční fotografování na kalendář Zlaté Prahy s tématem Zlatá Praha dobývá Zimní palác. foto: Martin Levý

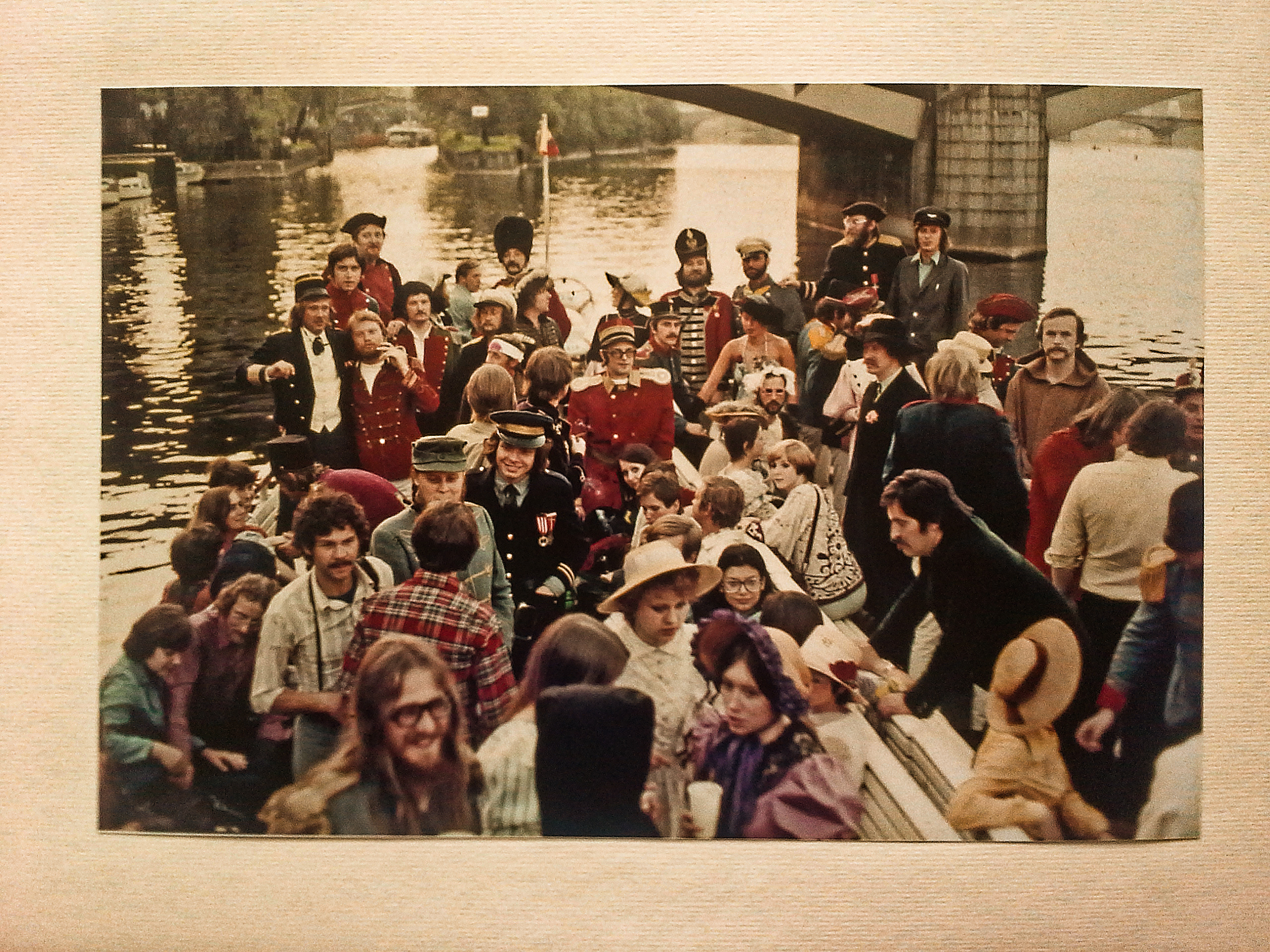
Parník Zlaté Prahy, happening pořádaný na Vltavě v Praze, r. 1972. foto: Marie Bonaventurová

Společnost Zlatá Praha je jednou z pražských hospodských přístolních společností. Byla založena v 60. letech 20. století v Praze a v současné době je zřejmě i zároveň jednou z nejstarších společností tohoto druhu[zdroj?] – kontinuálně fungujícího sdružení přátel, intelektuálů a umělců.

## Motto
Zlatá Praha nemá členy, nelze do ní vstoupit ani z ní vystoupit, či být vyloučen. Příslušnost ke Zlaté Praze je nutno cítit v srdci, být akceptován ostatními a lze si ji i vysedět. Programem, smyslem a cílem Zlaté Prahy je pití piva a u této činnosti se co nejlépe pobavit, a to i kulturně, sportovně apod. K tomuto kratochvilnému prožívání života tak v hojné míře přispívala a přispívá nadsázka, humor, ironie a happening. 

## Historie
Komunistické totalitě ani Československu se nevyhynula přirozená lidská potřeba setkávání, komunikace a vyjadřování. Jen se přelila do bytů, chalup či chat, hospodských zařízení a polouzavřených komunit lidí, kteří se snažili navzdory marasmu doby bavit, setkávat a užívat si života. Politika a svobodné veřejné vyjádření sice zmizely, ale zároveň paradoxně jakýkoliv odlišný a svobodný čin byl vnímán jako politický akt, ohrožující monolit komunistické totality a její snahy o maximální kontrolu nad člověkem. Proto se v každodenním životě používal jinotaj, nadsázka, humor, groteska, ironie a happening.
Konzumace pivního moku má v českých zemích dlouhou tradici a s ní je spojen i vznik a rozvíjení tradice stolních společností. V 60. letech 20. století se této tradici mimořádně dařilo v pražském podhradí na Malé Straně, kde byla řada hospodských zařízení s příležitostí k setkávání a zábavě u piva.  Scházely se zde skupiny soustřeďující se do hospod na Malé Straně, především v Nerudově a přilehlých ulicích.
Zrod Zlaté Prahy lze datovat na začátek 60. let 20. století, kdy se skupiny tehdy ještě převážně středoškolských studentů začaly scházet v pivnicích U Glaubiců, U Dvou slunců, U krále Brabantského, U Křižovníků, U tří zlatých trojek, U dvou srdců, a především v pivnici U Bonaparta. Pivnice U Bonaparta se stala hlavním stanovištěm spolku Zlatá Praha. Bonapart se časem proměnil v důležité stanoviště mladých intelektuálů, výtvarníků, přátel, kdy zde vedle spolku Zlatá Praha, jenž se takto začal nazývat začátkem 70. let, sedávali u svých stolů též přátelé ze spolku Pohodlí, Klubu přátel Glenna Millera, přezdívaného Planeta Opic, spolku Karla Hynka Máchy, výtvarníků sdružených v Paletě vlasti a dalších, z nichž mnohé existují dodnes.    
Ačkoli byla Zlatá Praha neoficiální spolek a sdružení přátel, první oficiální zmínka o existenci a jejím fungování se objevila již záhy po jejím založení v časopise Mladý Svět.
Mnoho členů Zlaté Prahy pocházelo původně především z pražských Dejvic. Zlatá Praha se od počátku skládala především z lidí, přátel, spolužáků znajících se z dejvické Hanspaulky, osady Baba, spolužáků z gymnázia Velvarská, později vysokých škol zejména ČVUT a VŠCHT nedaleko Vítězného náměstí (tehdy VŘSR), k nimž postupně přibývali další spřízněné duše, jež spojovala náklonnost k pivu a společný pohled na život. Členové těchto malostranských a hradčanských společností se navzájem zvali na své četné akce a utužovali tak dobré vztahy.
V 90. letech přestal být Bonapart příznivým prostředím pro scházení stolních společností. Zlatá Praha se nejprve přesunula na Hradčany k Černému volovi, pak na krátko do Břevnova do hostince Na Hrádku, poté na několik let do Zlaté trumpety U Týna, provozované členem Zlaté Prahy Václavem Janderou, následně do Aventina v Purkyněho ulici a nakonec do Šatlavy v Saské ulici.

## Akce a happeningy uskutečněné Zlatopražáky (výběr)
Při setkávání u piva v hospodě U Bonaparta se mezi členy spolku zrodila občas idea uskutečnit akci či happening, jenž by lehce rozčeřily „stojaté vody“ piva a kouře malostranských hospod.   
- Ples Zlaté Prahy: Každoročně pořádaný uzavřený ples členů společenství s množstvím zábavných vložek k obecnému pobavení přítomných dam i pánů. Vždy je nutný společenský oblek a šaty, pánové též čerstvou květinu v klopě. První ples se konal roku 1971 v restauraci Letenský zámeček a tradice nebyla nikdy přerušena. Tradičně jej zahajují hornisté Národního divadla, otevírá jej předtančení nastudované členy ZP a jejich dámami sdružených ve skupině Krok sun krok a program zpestřuje vystoupení pěveckého sboru Zlatohlas.
- Parník Zlaté Prahy: Organizované setkání Zlaté Prahy na parníku a následná plavba po Vltavě. Akce byla poprvé zorganizovaná v květnu roku 1970 s cílem pobavení a výletu pro uzavřenou společnost Zlatopražáků s jejich dámským doprovodem. Happeningy se uskutečňovaly v kostýmním duchu doby krátce před první světovou válkou. Tato tradice však důsledku vysoké finanční náročnosti po několika letech zanikla.
- Kalendář Zlaté Prahy[3]: Od roku 1975 každoročně pořádané setkání a fotografování členů Zlatopražáků. Každý kalendář je vždy pojat tematicky. S tím je též spojeno kostýmové ustrojení fotografovaných členů, zvolená scenérie a pozadí pro skupinovou fotku. Výsledná fotka je následně zakomponována do plakátové formy obsahující v dolní části plakátu kalendárium pro daný rok. Téma a následný název celého kalendáře pro daný rok je vždy dlouho diskutován a autor vítězného návrhu jej pak produkuje. Na kalendářích Zlaté Prahy býval též přítomen čestný prezident – Bohumil Hrabal[1]. Autoři fotek jsou fotografka Marie Bonaventurová a dále fotografové Jiří Stach, Josef Richter, Jan Schröder, Jaromír Komárek, František Heřman, Jiří Šámal, Jaroslav Kučera.
- Klobouk Zlaté Prahy: ZP pravidelně zahajovala letní sezónu výjezdem na akci Klobouk. Všichni účastníci měli předepsanou ústroj, jíž vévodil stylový klobouk. Na místo určení se dojelo vlakem, další přesuny se pak konaly autostopem. Postupně akci převzala cyklistická sekce a veškeré pohyby se konaly na kolech. Klobouk začínal volbou šerifa a jeho zástupce (deputyho), a také šerpy, chlapce pro všechno. Program se tvořily neustálé nejrůznější soutěže a hry, dovednostní, sportovní, znalostní a jiné. Na závěr byli vyhlašováni vítězové, kteří pozvali poražené na vydatnou hostinu. Tradice výjezdních Klobouků byla ukončena v roce 2016.

Pro zpestření hospodských pobytů se pořádají nejrůznější soutěže, například o nejlepší báseň na téma Co mi dala a vzala ZP, o nejlepší obraz, fotografii, nejchutnější sekanou, polévku, pomazánku či jiné pokrmy. Pravidelně se též pořádá karetní turnaj ve hře Prší jako memoriál Emila Duchoně.
Jinak zásadně neřiditelný spolek se pokoušel usměrňovat systém prezidentů. Těmi se stali ti, kteří dosáhli 60 let. Inaugurováni byli vždy na oslavě tohoto svého životního jubilea, kterou pro potěchu ostatních uspořádali. Poté, co „došla“ zásoba prezidentských kandidátů, nahradil je systém rotujících guvernérů s funkčním obdobím kryjícím se s právě aktuální roční dobou.